# Gigantochloa apus
Gigantochloa apus är en gräsart som först beskrevs av Schult., och fick sitt nu gällande namn av Wilhelm Sulpiz Kurz. Gigantochloa apus ingår i släktet Gigantochloa och familjen gräs. Inga underarter finns listade i Catalogue of Life.